# Hendrik Geeraert

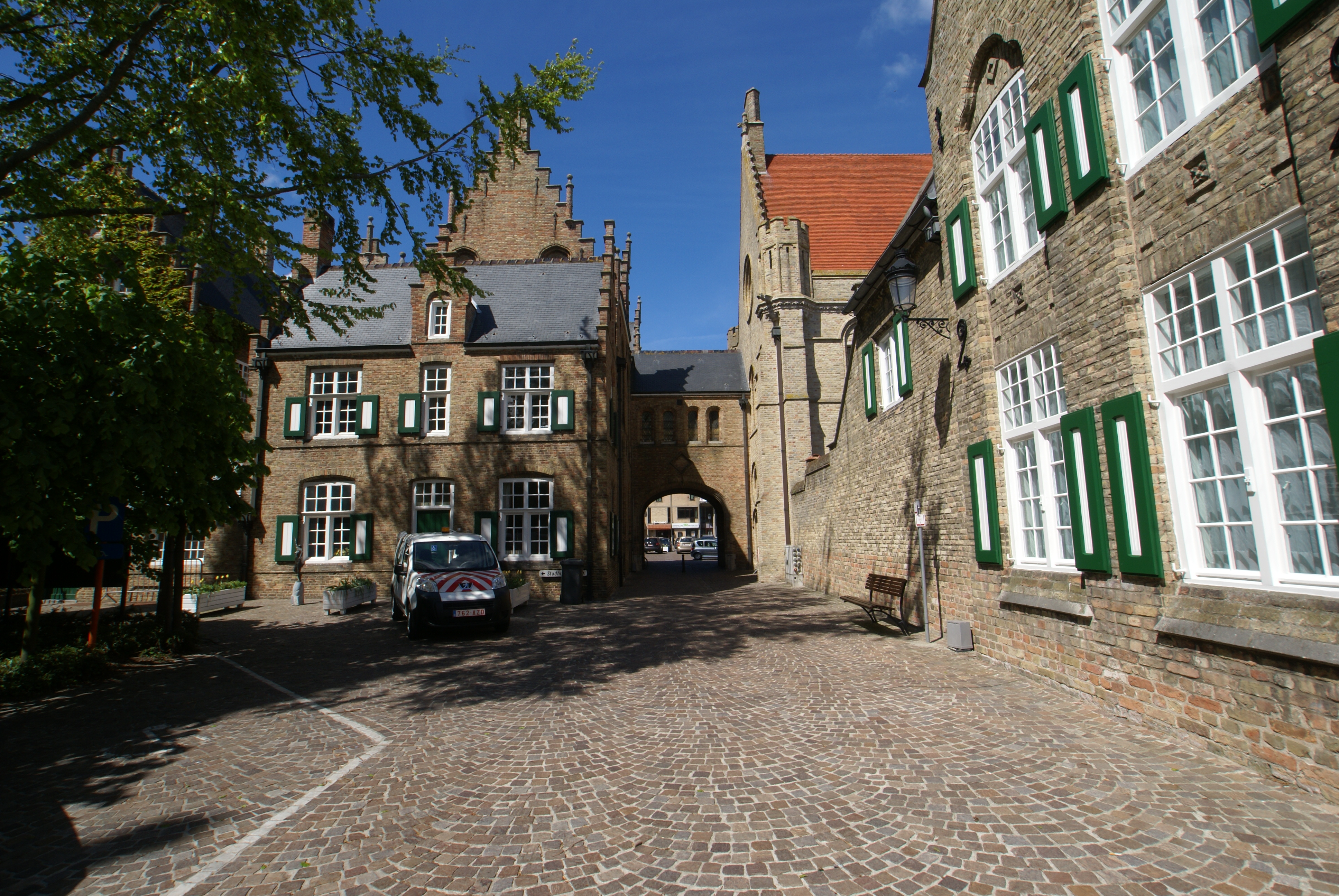
Het Hendrik Geeraertplein in Nieuwpoort

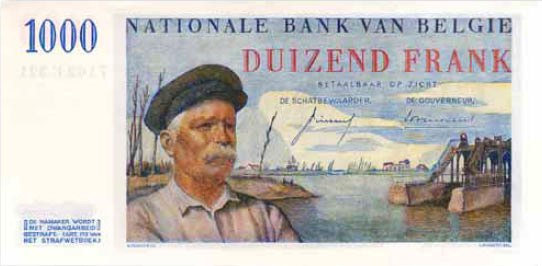
Hendrik Geeraert op bankbiljet van 1000 Belgische Frank

Hendrik Geeraert (Nieuwpoort, 15 juli 1863 – Brugge, 17 januari 1925) is een Belgische volksheld, in het interbellum de verpersoonlijking van het burgerverzet tegen de Duitse invaller. Tijdens de Eerste Wereldoorlog werd Hendrik Geeraert bij de Belgische soldaten achter de IJzer beroemd als de Nieuwpoortse schipper die in oktober 1914 'de sluizen in Nieuwpoort opende en alzo het Duitse leger een halt toeriep'.
Hendrik werd geboren in de Langestraat 40 in Nieuwpoort als zoon van schipper Augustinus Gheeraert en Anna Veranneman, een huishoudster en kantwerkster. Hendrik werd binnenschipper. Op 24-jarige leeftijd huwde hij in Veurne met Melanie Jonckheere en het echtpaar kreeg acht kinderen. 

## Inundatie
Het probleem in 1914 was dat de sluiswachter gevlucht was. Het Belgisch geniedetachement de Sapeurs-Mariniers dat de sluizen in Nieuwpoort bewaakte, wist niet hoe de sluizen werkten en had ook geen inzicht in de wirwar van waterlopen. Frontsoldaat Benoit Ballon geraakte in een herberg met Geeraert aan de praat en merkte al snel dat hij alles wist over de sluizen. Hij heeft hem dan meegenomen naar de legerleiding in Nieuwpoort. Daar heeft de schipper verteld hoe de sluizen werkten en diezelfde avond nog werd er beslist om een eerste sluis te openen. Benoit Ballon en Geeraert zijn meerdere keren samen op pad gegaan om 's nachts sluizen open te zetten.
Om het bedreigde bruggenhoofd van Lombardsijde te beschermen beval het opperbevel op 21 oktober de polder van Nieuwendamme onder water te zetten. Hierbij werden de genisten geholpen door Geeraert. Dit was een tijdelijke verademing en op 25 oktober werd beslist de ganse streek tussen Nieuwpoort en Diksmuide te inunderen. De eerste poging (het "Plan B" voorgesteld door Karel Cogge - het "Plan A" van Cogge stuitte oorspronkelijk op veto van de legerleiding) gaf niet de verwachte resultaten. Op 29 oktober besloot het opperbevel toch het "Plan A" van Cogge uit te voeren: de overlaat van de Noordvaart in de Ganzepoot in Nieuwpoort te openen.  Hierbij leverde Geeraert zijn assistentie. Na dit succes bleef de 51-jarige de ganse oorlog bij de compagnie die de sluizen bediende.
Op het einde van de oorlog werd hij ziek. Op zijn sterfbed werd hij op 25 december 1924 benoemd tot Ridder in de Leopoldsorde. Hij wordt ook “Legendarisch figuur van het Veldleger 1914-1918” genoemd, een (niet officiële) titel die ook voor Koning Albert wordt gebruikt. Verder had hij nog medailles en zeven frontstrepen. Hij overleed in het Sint-Julius Godshuis (Broeders van Liefde) in de Bouveriestraat in Brugge op 17 januari 1925. Hij werd onder massale belangstelling ten grave gedragen. In de jaren 50 werd zijn portret gebruikt op het bankbiljet van duizend Belgische frank.

## Herdenking
In 2025, 100 jaar na diens overlijden, werd Geeraert in de stad Nieuwpoort herdacht met een tentoonstelling, een lezing en een podcast.